# Jardines de Mossèn Cinto Verdaguer
Los jardines de Mossèn Cinto Verdaguer se encuentran en la montaña de Montjuic, en Barcelona, en la zona comprendida entre el funicular de Montjuic y los jardines de Joan Brossa. Tiene una superficie total de 4,3 hectáreas.

## Historia
Esta zona albergó antiguamente una cantera, situada a los pies del castillo de Montjuïc. El parque fue diseñado por Joaquim Maria Casamor, arquitecto del departamento de Parques y Jardines de Barcelona, y fue inaugurado el 22 de junio de 1970 por Francisco Franco y el alcalde de Barcelona, José María de Porcioles.
Los jardines están dedicados al poeta catalán Jacinto Verdaguer, en consonancia con otros jardines de la zona de Montjuïc dedicados a poetas, como los jardines de Joan Brossa, los de Mossèn Costa i Llobera y los de Joan Maragall. 
En el recinto del parque se hallan varias esculturas, como Maternidad, de Sebastià Badia (1970), y Joven de los lirios. Homenaje a Jacint Verdaguer, de Ramon Sabí (1970).

## Vegetación
El jardín está especializado en plantas acuáticas, bulbosas y rizomatosas, dispuestas en 2800 m² de parterres, entre las que destacan: el lirio de San Juan (Hemerocallis sp.), el tulipán (Tulipa sp.), el jacinto (Hyacinthus sp.), el narciso (Narcissus sp.), la anémona (Anemone sp.), el ranúnculo (Ranunculus sp.), el muscari (Muscari sp.), la dalia (Dhalia sp.), la caña de Indias (Canna X generalis). También hay diversas especies de árboles: tipuana (Tipuana tipu), eucalipto (Eucalyptus camaldulensis), sauce llorón (Salix babylonica), árbol de los escudos (Ginkgo biloba), cedro del Himalaya (Cedrus deodara), magnolia (Magnolia gradiflora), ciprés de los pantanos (Taxodium distichum), sófora (Sophora japonica "Columnaris"), chopo (Populus alba), etc.

## Galería

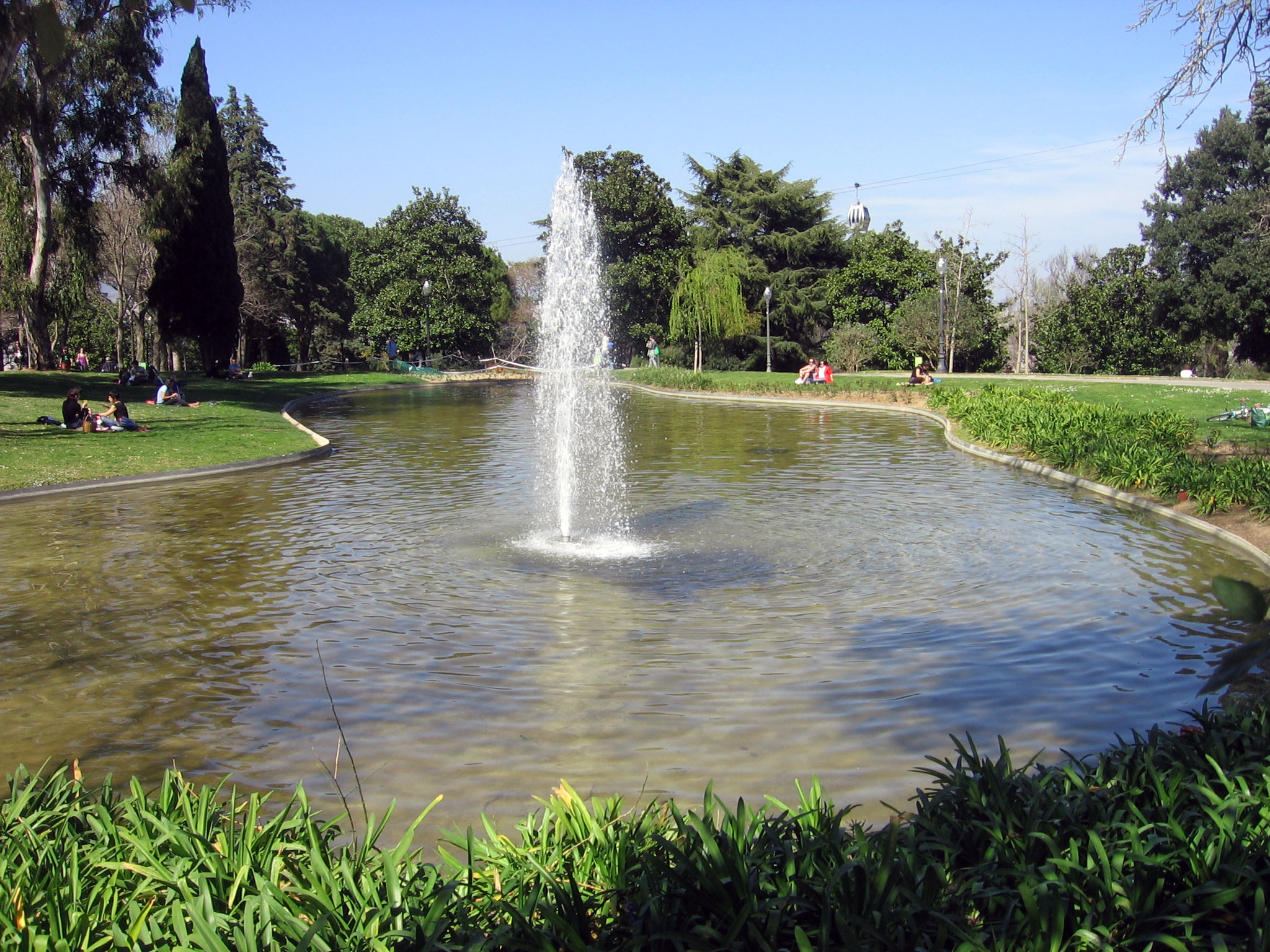
Lago.
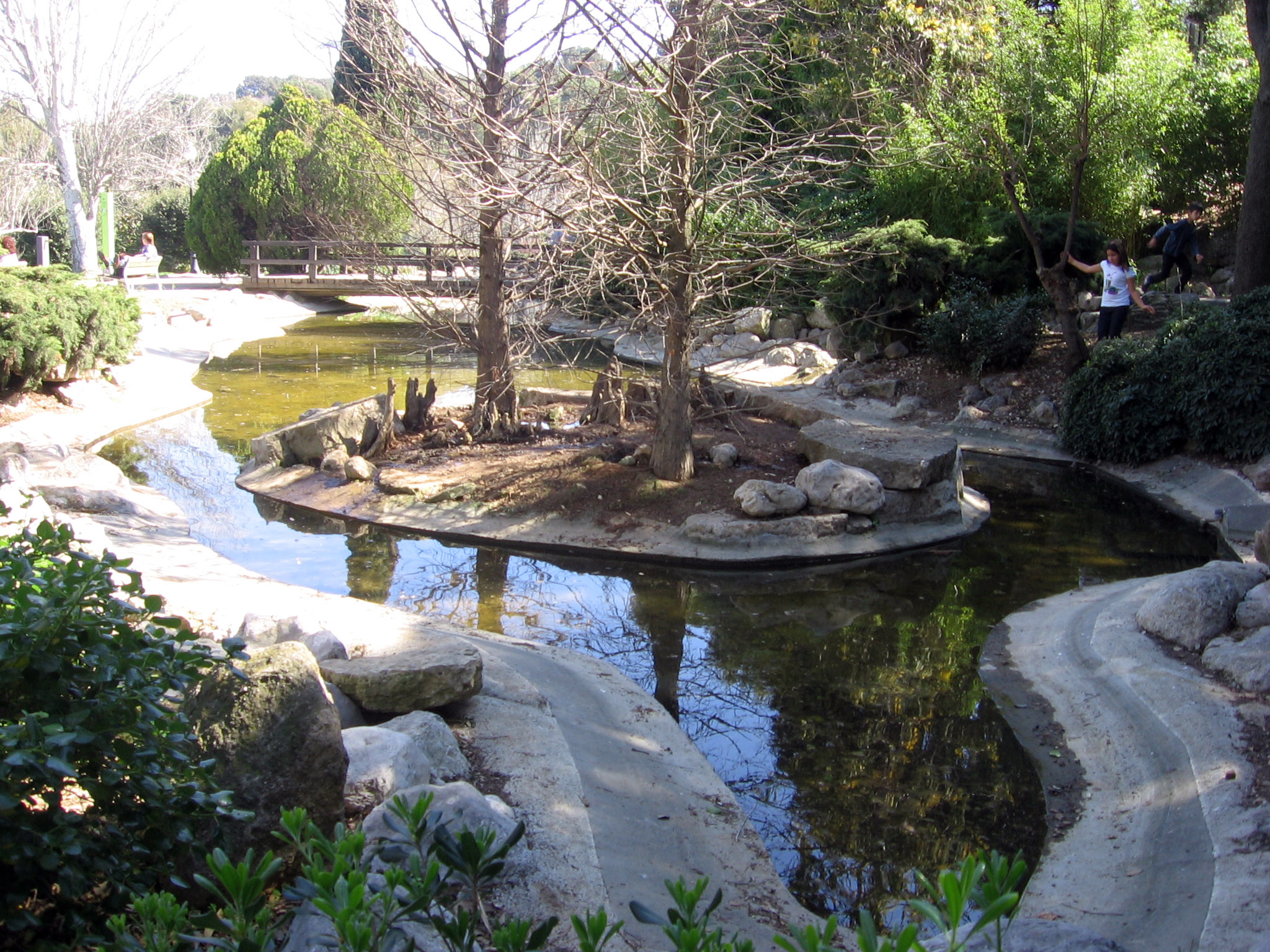
Estanque superior.
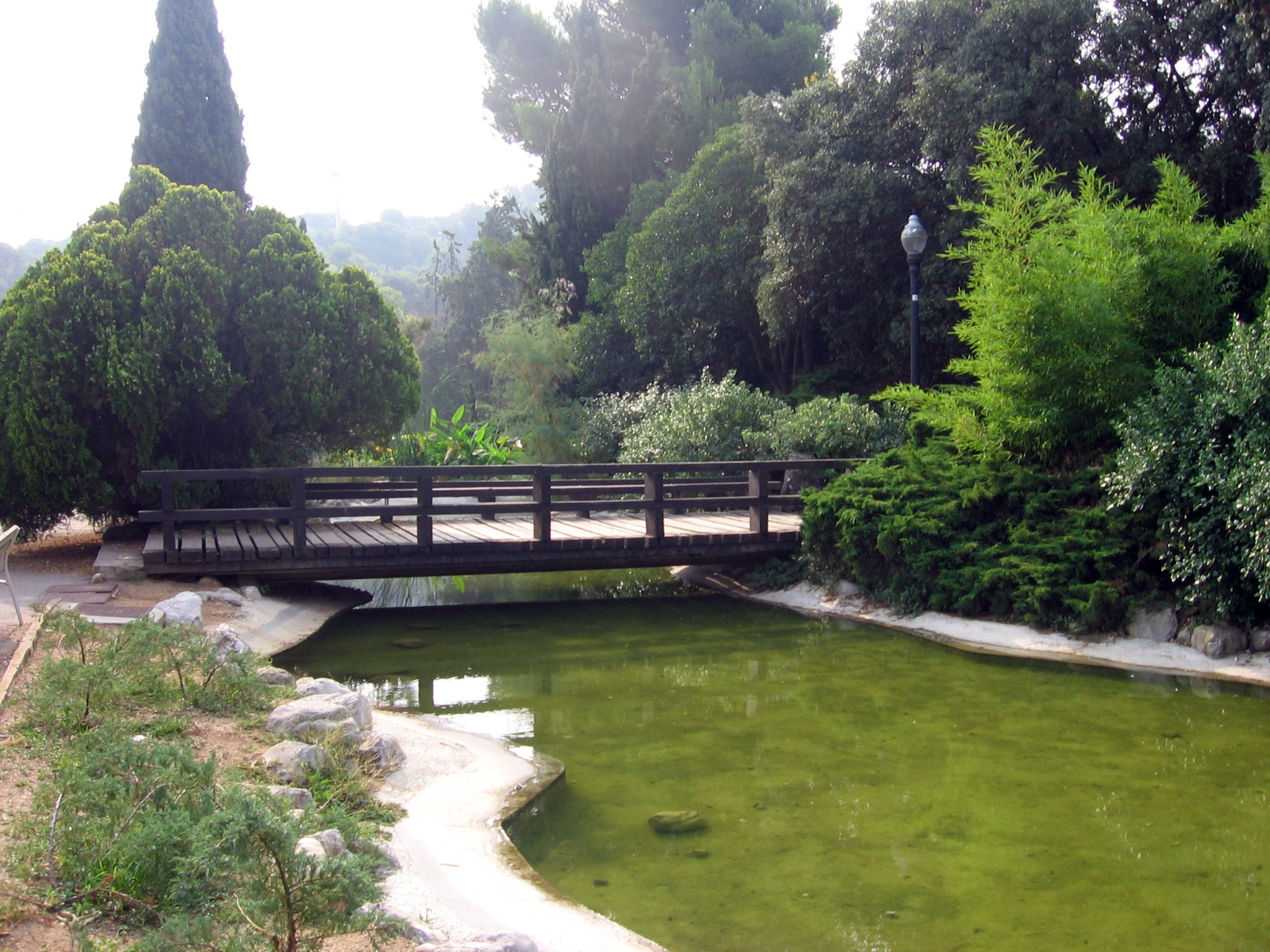
Puente sobre el estanque.
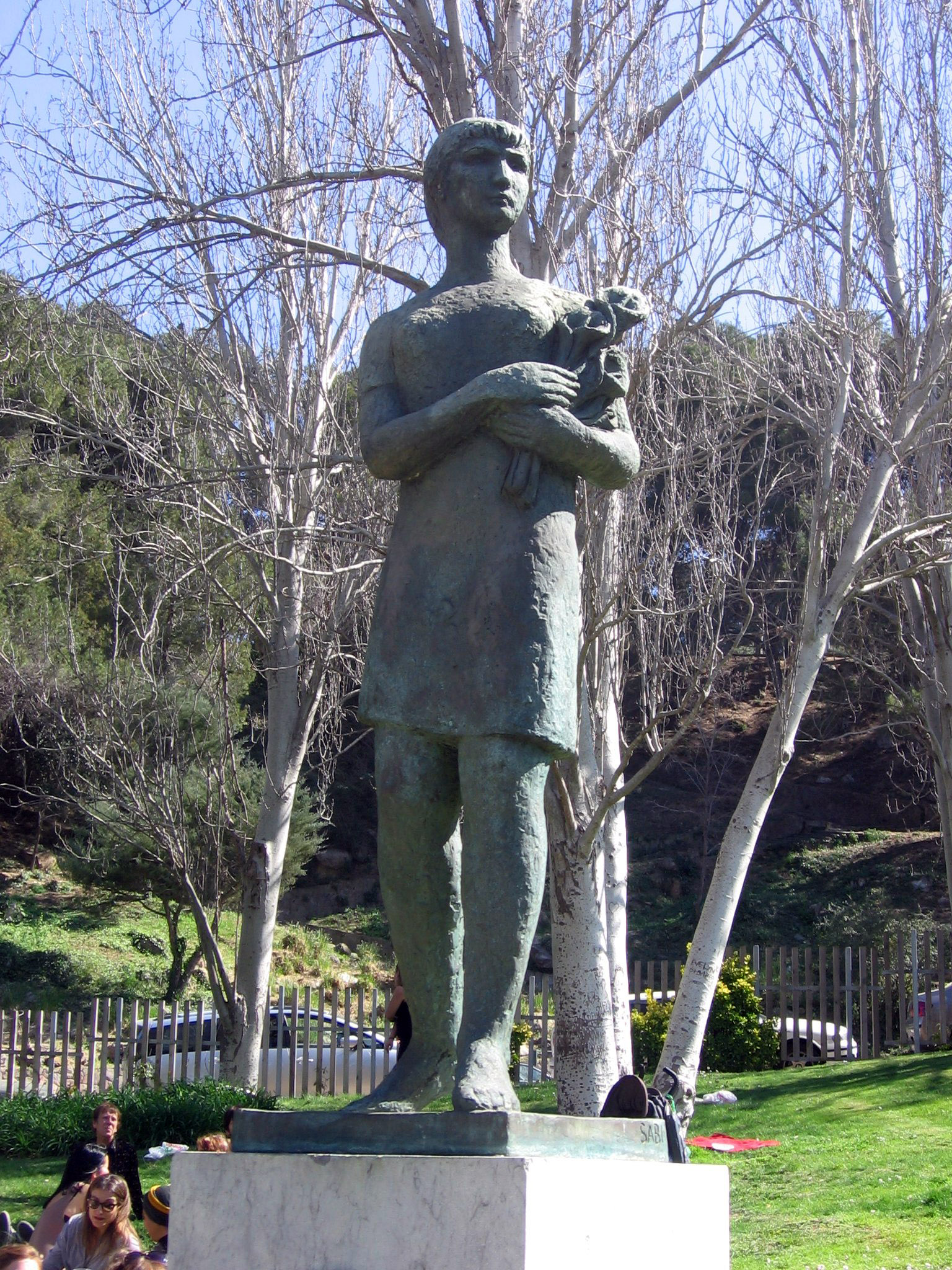
Joven de los lirios, de Ramon Sabí.
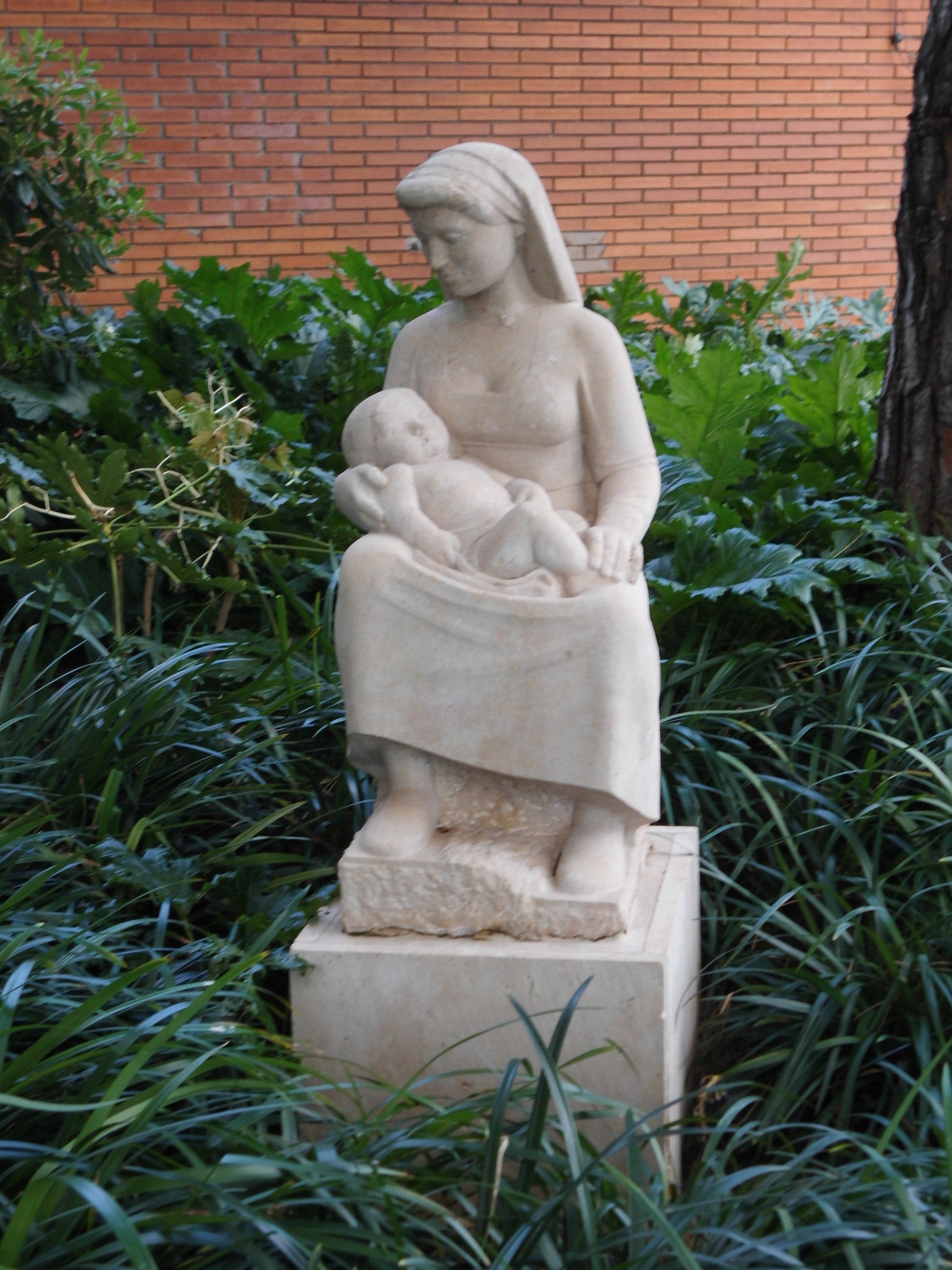
Maternidad, de Sebastià Badia.
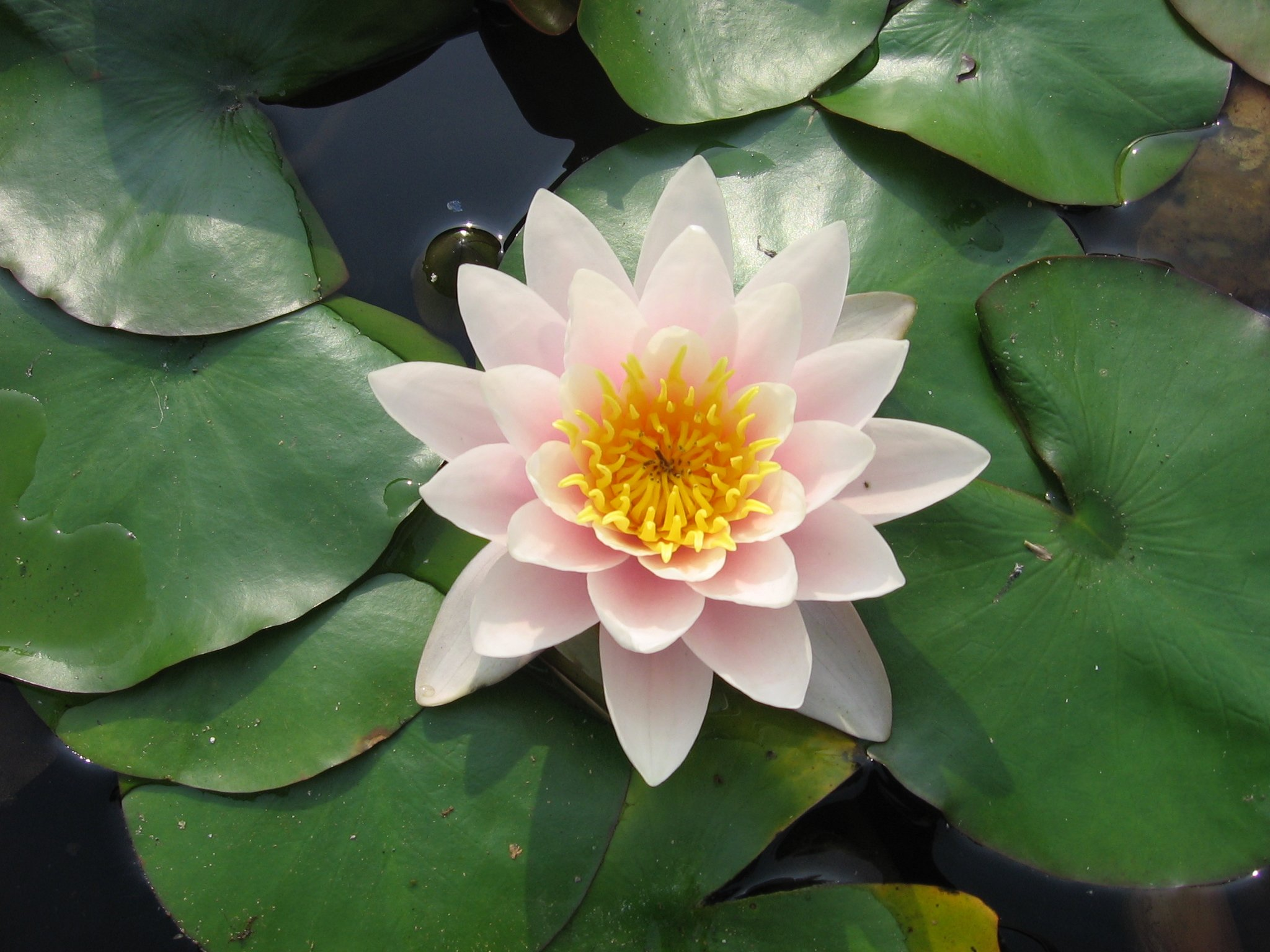
Flor acuática.